# Alfons Ślusarski
Alfons Ślusarski (ur. 23 stycznia 1942 roku w Sosnówce) – polski wioślarz, olimpijczyk z Tokio 1964, Meksyku 1968, Monachium 1972 i Montrealu 1976.
Był zawodnikiem klubów AZS Wrocław (1959–1962), Zawisza Bydgoszcz (1963–1965) oraz KKW Bydgoszcz (1966–1976). Wielokrotny mistrz Polski.
Medalista mistrzostw świata W dwójce bez sternika:
- srebrny w roku 1970 w parze z Jerzym Brońcem,
- brązowy w roku 1974 w parze z bratem Zbigniewem.

Uczestnik mistrzostw świata w roku 1975 (5. miejsce) w dwójce bez sternika (partnerem był Jerzy Broniec)
Brązowy medalista mistrzostw Europy w roku 1971 w dwójce bez sternika w parze z Jerzym Brońcem. Uczestnik mistrzostw Europy w 1973 roku podczas których startując w dwójce bez sternika (partnerem był Zbigniew Ślusarski) zajął 5. miejsce.
Na igrzyskach olimpijskich startował w dwójce bez sternika w:
- 1964 roku zajął 8. miejsce (partnerem był Czesław Nawrot)
- 1968 roku zajął 8. miejsce (partnerem był Jerzy Broniec)
- 1972 roku zajął 5. miejsce (partnerem był Jerzy Broniec)
- 1976 roku zajął 11. miejsce (partnerem był brat Zbigniew Ślusarski)